# Евразруда
ОАО «Евразруда́» — горнорудное подразделение компании «Евраз Груп».
В советское время большинство предприятий Евразруды составляли объединение «Сибруда» (1979—1993 гг.) — поставщик железной руды для КМК и ЗСМК.

## Структура
В структуру компании «Евразруда» на правах филиалов входит ряд горнодобывающих и обогатительных предприятий Кемеровской области: Таштагольский, Казский, Шерегешский рудники, Гурьевский карьер по добыче известняка, Мундыбашская (до 2014 года) и Абагурская обогатительные фабрики; в Хакасии: Абаканский рудник (Абаканское железорудное месторождение) и Тейский филиал «Евразруды» (до 2013 года); и предприятие на юге Красноярского края — Ирбинский рудник (до 2014 года).

### Таштагольский филиал
Таштагольское месторождение расположено на юге Кемеровской области, в Горной Шории, отрабатывается подземным способом. Месторождение вскрыто до горизонта — 350 м (отметка поверхности +450 м). Глубина отработки — 800 метров. Продукцией рудника является первичный концентрат. В 2012 г. в Таштагольском филиале введен в эксплуатацию современный закладочный комплекс. Он обеспечил добычу руды по новой технологии: выработанное пространство шахты заполняется твердеющей смесью, состоящей из граншлака, цемента, щебня и воды. Это позволяет поддержать выработанное пространство, сохранить земную поверхность и начать отработку ранее недоступных участков недр. Таким образом, ввод закладочного комплекса позволил продлить жизнедеятельность Таштагольского рудника на ближайшие десятилетия.
В начале 1990х годов имелась хоккейная команда "Сибруда".

### Каз
Казское железорудное месторождение расположено в Кемеровской области, в Горной Шории. Месторождение отрабатывается подземным способом и вскрыто до горизонта — 230 м (отметка поверхности +430 м). Продукцией рудника является первичный концентрат. В настоящее время ЕВРАЗ реализует инвестиционный проект по реконструкции Казского рудника. В рамках проекта введен в эксплуатацию новый горизонт (-230 метров) Южной зоны участка «Центральные штоки». Отработка запасов новых добычных блоков позволит поддержать производственную мощность рудника и обеспечит стабильную работу предприятия до 2021 года.

### Горношорский филиал
Шерегешское железорудное месторождение расположено на юге Кемеровской области, в Горной Шории. Отрабатывается подземным способом. Месторождение вскрыто до горизонта -85 м (отметка поверхности +630 м). Продукцией рудника является первичный концентрат.
В настоящее время ЕВРАЗ реализует инвестиционный проект по реконструкции Горношорского филиала. Проект позволит к 2017 году увеличить добычу сырой руды до 4,8 млн тонн в год и полностью перейти на новую технологию добычи руды с применением высокопроизводительного самоходного оборудования.

### Гурьевский филиал
Гурьевская группа месторождений флюсовых известняков расположена в Кемеровской области в Гурьевском районе. Филиал осуществляет отработку Карачкинского карьера. В 2009 году на борту Карачкинского карьера построен новый дробильно-сортировочный комплекс. Продукцией филиала является флюсовый известняк, обеспечивающий потребность ЕВРАЗ ЗСМК в полном объеме.

### Абагурский филиал
Абагурская обогатительная фабрика производит переработку первичного концентрата, производимого филиалами Евразруды, и получает вторичный концентрат. Потребителем продукции фабрики является ЕВРАЗ ЗСМК. Филиал соединен с комбинатом железнодорожным путём для вывозки концентрата, а с городом автомобильной дорогой и имеет на своей территории разветвленную сеть железнодорожных и автомобильных подъездных путей.
Производительность корпусов 1 и 2 по промпродукту — 3,560 млн т в год, по концентрату — 2,780  млн т(с рудников Горной Шории и Абаканского рудника). Производительность корпуса 3 — по промпродукту — 2,858 млн т в год, по концентрату — 1, 960 млн т (с Тейского рудника и 10% с рудников Горной Шории). В 1954 году введен корпус 1, в 1957 — корпус 2, в 1967 — корпус 3.

### Прочие месторождения
- Малосалаирское месторождение. Расположено в Гурьевском районе. Предназначено для добычи флюсовых известняков[11].

### Годы образования предприятий
- 1931 г. Темирский рудник (закрыт в 1999) -добыл 58,4 млн тонн
- 1931 г. Тельбесский рудник до 1942 - добыл 1,5 млн тонн
- 1932 г. Гурьевский рудник
- 1935 г. Мундыбашская обогатительная фабрика (до 2019)
- 1941 г. Таштагольский рудник
- 1941 г. Чугунашский кварцитный рудник
- 1942 г. Одрабашский рудник (до 1965) -добыл 4,5 млн тонн
- 1942 г. Шалымская шахта
- 1952 г. Шерегешский рудник
- 1953 г. Казский филиал
- 1956 г. Абагурская аглофабрика
- 1957 г. Абаканское рудоуправление (Абаканское железорудное месторождение)
- 1965 г. Тейский рудник
- 1974 г. Ирбинское рудоуправление

## История
В 1935 году было создано горнорудное управление КМК в составе рудников Тельбеса и Темиртау, Мундыбашской обогатительной фабрики, Мазульского марганцевого рудника и разведок. Рудники Горной Шории возводились управлением «Рудстрой». Они подчинялись Кузнецкому металлургическому комбинату. C 1979 года предприятия входили в ПО «Сибруда». В Кемеровской области в состав «Сибруды» входили 8 рудников, 3 аглофабрики, а также ВостНИГРИ. В начале 1990-х шахты и рудники были акционированы. В 1997году рудники были выкуплены Кузнецким металлургическим комбинатом. На их базе в 2001 был создан Кузнецкий ГОК. В 2003 году на базе Кузнецкого ГОКа, созданного после раздела КМК (Абагурская аглофабрика, Темирское, Казское, Таштагольское рудоуправление) с присоединением Мундыбашской аглофабрики, Шерегешского и Гурьевского рудоуправлений, а также горнорудных предприятий Хакасии, появилась «Евразруда».
В 2004 году на предприятиях компании добыто 14,1 млн тонн сырой руды, произведено первичного концентрата 7,7 млн тонн. В 2014 году «Евразруда» добыла 5,7 млн тонн руды, произвела 3 млн тонн товарного концентрата.
Производство агломерата составило 3,3 млн тонн, известняка — 2,6 млн тонн. Основными потребителями продукции ОАО «Евразруда» являются Западно-Сибирский и Новокузнецкий металлургические комбинаты. В Кемеровской области на предприятиях «Евразруды» работает 4317 человек .
С 2013 года Абаканский и Тейский филиалы приобретены «Рудой Хакасии». 15 июля 2015 года продажа «Руде Хакасии» данных предприятий оспорена в Арбитражном суде Хакасии.
В 2014 году «Евразруда» добыла 5,7 млн тонн руды, произвела 3 млн тонн товарного концентрата. В 2016 году произвела 4,6 млн тонн товарного концентрата.
В 2018 году Евразруда вошла в состав ЗСМК. По состоянию на 2023 год Горнорудный сегмент ЕВРАЗ ЗСМК - Евразруда состоял из следующих подразделений: Таштагольская шахта, Горно-Шорская шахта, Казская шахта, Гурьевский карьер по добыче известняка, Абагурская обогатительно-агломерационная фабрика.

## Руководство
- Коваленко, Виктор Андреевич — гендиректор «Сибруды» в 1995 году.
- Шатилов, Николай Иванович — начальник Горнорудного управления КМК с 1997 по 1999 год.

## Герои Социалистического Труда
- Устинов, Андрей Григорьевич — проходчик Таштагольского рудника, 1959.
- Самошонков, Василий Егорович — проходчик Таштагольского рудника, 1966.
- Москалёв, Дмитрий Никандрович — проходчик Шерегешского рудника, 1971.

## Лауреаты Ленинской премии
- Макаров, Константин Филиппович — гл. механик Темирского рудника, 1966

## Прочие предприятия
- Изыгское месторождение (участки В и Г) — передан в ООО «Ирбинский рудник».
- Абаканское железорудное месторождение — передан в ООО «Абаканский рудник».
- Изыхгольское железорудное месторождение — передан в ООО «Тейский рудник».
- Месторождение доломитов Большая гора — передан в ООО «Темирский доломит».
- Тейское и Абагасское месторождения — передан в ООО «Тейский рудник».
- Курагинское месторождение золота (верховья р. Каспа с притоками) — передан в ООО «Прииск Каспа».